# Вонтаггі (формація)
38°42′ пд. ш. 145°42′ сх. д. / 38.7° пд. ш. 145.7° сх. д.
Формація Вонтаггі — неофіційне геологічне утворення у штаті Вікторія (Австралія), шари якого датуються ранньою крейдою. Це частина групи Стшелецького в басейні Гіпсленд. В утворенні виявлено рештки динозаврів та ранніх ссавців.

## Геологія
Формація Вонтаггі була відкладена в басейні Гіпсленд. Літологія в основному складається з силікокластичних відкладень, що утворилися в річкових водах, отриманих з вулканічних порід великої магматичної провінції Вітсанді на сході, з припущеннями, що відкладення походять або з плетених річкових і щитових повеней, або звивистих річкових систем на рослинних заплавах. Вважається, що вік формації варіюється від валанжинського до барремського періоду, причому територія Флет-Рокс має пізній барремський період (~125 млн років), давніший за відкладення з формації Еумералла, які, як вважають, мають аптсько — альбський вік.

## Палеофауна хребетних
| Динозаври             | Динозаври        | Динозаври                                              | Динозаври | Динозаври                                                                                               | Динозаври  |
| Рід                   | Види             | Місце                                                  | Матеріал | Примітки                                                                                                | Зображення |
| --------------------- | ---------------- | ------------------------------------------------------ | --- | --- | ---------- |
| cf. Atlascopcosaurus  | cf. A. loadsi    | Флет-Рокс                                              | відомий як «вікторіанський орнітопод верхньощелепний морфотип 4», складається з часткової правої верхньої щелепи                       | Проміжний за морфологією між Galleonosaurus і Atlascopcosaurus                                          |            |
| Galleonosaurus        | G. dorisae       | Флет-Рокс                                              | Відомий з верхньої щелепи | |            |
| Qantassaurus          | Q. intrepidus    | Флет-Рокс                                              | | |            |
| Qantassaurus          | Q. ?intrepidus   | Флет-Рокс                                              | Відомий як «вікторіанський орнітоподний зубний морфотип 2», представлений двома фрагментами зубів                                      | Можливо, відрізняється від Q. intrepidus                                                                |            |
| Serendipaceratops     | S. arthurclarkei | Арка, Кілкунда                                         | Одиночна пошкоджена ліктьова кістка | |            |
| Aves indet.           | Indeterminate    | Можливо, також присутній у формації Eumeralla (сліди). | Одинарна вилка | |            |
| Ankylosauria indet.   | Indeterminate    | Флет-Рокс                                              | Зуби, спинні хребці, ребра, остеодерми                                                                                                 | |            |
| Noasauridae indet.    | Indeterminate    | Член Сан-Ремо                                          | NMV P221202, астрагало-п'яткова кістка                                                                                                 | неелафрозавринний ноозаврид.                                                                            |            |
| Ornithopoda indet.    | Indeterminate    | Флет-Рокс                                              | Зуби, які називаються «вікторіанським орнітоподним дентарним морфотипом 3», включаючи P228408, NMV P231182, NMV P199135 та окремі зуби | |            |
| Ornithopoda indet.    | Indeterminate    | Мис Патерсон                                           | єдина стегнова кістка | Відомий як «вікторіанський гіпсилофодонтид стегнової кістки типу 2». Більший за одночасних орнітоподів. |            |
| Megaraptora indet.    | Indeterminate    | Флет-Рокс                                              | Численні ізольовані зубці та лівий астрагал                                                                                            | Спочатку називався «Allosaurus» robustus                                                                |            |
| Megaraptoridae indet. | Indeterminate    | Шек-бей                                                | повна лобова, приєднана до часткової тім'яної                                                                                          | |            |

| Земноводні  | Земноводні   | Земноводні                              | Земноводні                 | Земноводні |
| Рід         | Вид          | Місце                                   | Примітки                   | Зображення |
| ----------- | ------------ | --------------------------------------- | -------------------------- | ---------- |
| Koolasuchus | K. cleelandi | Tree Trunk Point, Dwyers Hill, San Remo | Чігутізавровийтемноспондил |            |

| Ссавці           | Ссавці           | Ссавці    | Ссавці                                                                                        | Ссавці            | Ссавці     |
| Рід              | Види             | Місце     | Матеріал                                                                                      | Примітки          | Зображення |
| ---------------- | ---------------- | --------- | --------------------------------------------------------------------------------------------- | ----------------- | ---------- |
| Ausktribosphenos | A. nyktos        | Флет-Рокс | Частковий зубний ряд із зубами                                                                | Ausktribosphenid  |            |
| Bishops          | B. whitmorei     | Флет-Рокс | Частковий зубний ряд із зубами                                                                | Ausktribosphenid  |            |
| Corriebaatar     | C. marywaltersae | Флет-Рокс | «NMV P216655, фрагмент лівого зубного ряду з повним плагіавлакоїдом p4 і переднім коренем m1» | Multituberculate  |            |
| Kryoparvus       | K. gerriti       | Флет-Рокс | Частковий зубний ряд із зубами                                                                | ?Ausktribosphenid |            |
| Teinolophos      | T. trusleri      | Флет-Рокс | Частковий зубний ряд із зубами                                                                | Однопрохідні      |            |